# Ralph Wijers
Ralph Antoine Marie Joseph Wijers (Sittard, 31 mei 1964) is een Nederlands sterrenkundige. 

## Loopbaan
Wijers promoveerde in 1991 aan de Universiteit van Amsterdam op een proefschrift met de titel On the Properties and Evolution of Binary and Single Neutron Stars, onder begeleiding van Jan van Paradijs en Ed van den Heuvel. Daarna was hij postdoc bij Princeton University en, vanaf 1994, bij de Universiteit van Cambridge. In 1998 werd hij Assistant Professor (universitair docent) bij Stony Brook University in New York, waar hij van 2002 tot 2007 als adjunct-professor (universitair hoofddocent) aan verbonden bleef. Van 2004 tot 2015 was hij bestuurslid bij SRON.
In 2010 ontving Wijers een ERC-subsidie ter waarde van 3,5 miljoen euro.
Sinds 2002 is hij hoogleraar hoge-energie astrofysica aan de Universiteit van Amsterdam en werkzaam bij het Anton Pannekoek Instituut. Van 2011 tot 2021 was hij directeur van dat instituut. Tevens is hij sinds 2009 lid van de wetenschappelijke adviesraad bij ASTRON. Hij onderzoekt accretie en de vorming van astrofysische jets, gammaflitsen, de productie van gammastralen en neutrino's en de evolutie van zware sterren.
Sinds 2019 is Wijers lid van de Koninklijke Nederlandse Akademie van Wetenschappen.